# Plesistia
Plesistia là một chi bọ cánh cứng trong họ Chrysomelidae.
Chi này được miêu tả khoa học năm 1929 bởi Maulik.

## Các loài
Chi này gồm các loài:
- Plesistia brunnea Maulik, 1929